# Tip 87 samohodni protuzrakoplovni top
Tip 87 SPAAG (Self-propelled anti-aircraft gun) je japanski samohodni protuzrakoplovni top. Izgrađen je na temelju tijela tenka Tip 74 na kojeg je postavljena kupola s dva Oerlikon 35 topa koji se rabi i na Gepardu. 

## Razvoj
Razvoj novog SPAAG-a je započela Japanka vojska kako bi zamijenili već zastarijeli američki M42 Duster. Novi SPAAG je razvijen 1987. godine, a nazvan je Tip 87. Mitsubishi Heavy Industries je radio tijelo i podvozije, a Japan Steel Works je bio zadužen za kupolu i naoružanje. U početku se za osnovu novog SPAAG-a htio uzeti Tip 61 tenk. ali kasnije je ta ideja odbačena i Tip 87 je napravljen na osnovi tijela Tip 74 tenka koji je bio moderniji nego Tip 61. 

## Korisnici
Godine 1997. po tvrdnjama Japanskog ministarstva obrane Japan je imao 41 Tip 87 SPAAG u svojoj službi.